# Thompsoniana nieuwenhuisii
Thompsoniana nieuwenhuisii är en skalbaggsart som först beskrevs av Conrad Ritsema 1909.  Thompsoniana nieuwenhuisii ingår i släktet Thompsoniana och familjen långhorningar. Inga underarter finns listade i Catalogue of Life.